# Ботров
Ботрóв е село в Северна България. То се намира в община Бяла, област Русе и е в близост до село Стърмен.

## География
Село Ботров се намира в община Бяла, област Русе, в близост до селата Стърмен, Брестовица и Долна Студена. Селото е разположено в средната част на Дунавската равнина, на 107 м надморска височина. На запад се намира река Янтра и местността „Каваклък“, на изток са местностите „Татарлък“, „Дамовете“ и „Боруна“ (на турски Бурун), на север е местността „Марзана“, а на юг са Гюргенлийската гора и местностите „Мешелик“ и „Боба“. Релефът е равнинно-хълмист, а климатът – умерено-континентален. Лятото е сухо и горещо, а зимата е ветровита и студена.
В селото има подпочвени води и 3 столетни чешми. Край селото минава р. Янтра и малката рекичка Текеджидере. През началото на 20 век населението на селото надминава 1500 души и с течение на времето бързо намалява. В Ботров се отглеждат основно житни култури (пшеница, царевица, слънчоглед), овощни култури, както и домашни животни.

## История
Тракийско, антично, късноантично и средновековно укрепено селище се намира на 3,1 km на югозапад по права линия от центъра на село Ботров, на десния бряг на река Янтра, зад Пустата гора, в местността „Калето“ върху равен терен. Градището е заградено с нисък вал и има четириъгълна форма, със страни: западна – 240 m, източна – 210 m, северна – 225 m, южна – 235 m. Заема площ от 58 дка. Валът неколкократно е преустрояван. В ъглите е имало бастиони, а на четирите страни е имало входове. Покрай западната и южната страна личат следи от ров, който е бил запълнен впоследствие. Той е бил широк 3 m и дълбок 2 m, отделен с еднометрова берма от защитна стена със сложно устройство. Крепостните стени са разрушени. Крепостният зид представлява изградена от чимове стена, положена в траншея с дълбочина 0,2 – 0,3 m, широка 2,5 m, подпряна отзад със земен насип и облицована от външната страна със зид от ломени камъни, споени с кал, чиито основи са на 0,2 m по-високо от тези на стената от чимове. В югозападния ъгъл на укреплението е разкрита плътна кула, за която се счита че е добавена впоследствие. В последния етап от укрепяването на селището, неговите жители издигнали плътни правоъгълни издатъци по протежението на цялата стена. Селището е било застроено с типичните за българското ранно средновековие вкопани жилища. Имало е и наземни жилища със стени от плет измазани с глина. Около 60 – 80 жилищни постройки са били разположени в пределите на укрепленията. 
Последната реконструкция на крепостната система на селището е била извършена през първата половина на VIII век Селището по време на цялото си съществуване запазва селския си облик и в края на XIII век е напуснато вследствие на номадски нападения. Населението се е преместило на север в сегашната местност „Каваклък“ точно до река Янтра и нарекли новото си село „Боготров“. Самото име подсказва, че селото е било българско, което брояло 40 порти (стари къщи).
През 15 век, холерата (чумата) взима много жертви, повечето знаменити хора измират и остават само седем порти. От страх, че и те ще измрат, хората се заселват в други села. Едни тръгват за Дебелец (Търновско), други за село Сломер зад Карайсен. Останалите семейства в село Боготров, вместо да бягат да се заселват към другите села предпочели пак да се преместят, но на североизток и да заселят в заслонената от местността „Въжика“ (седловина между три хълма в днешното село Ботров). Изборът им не е случаен. Почвата била плодородна, местността била гориста, имало и подпочвени води.
През 18 век, под ръководството на богат турчин на име „Бодур бей“ (от което име носи и името Ботров) от Анадола (по-точно от област Караман) са привлечени много семейства към новото село, и са ангажирани в обработване на земи и отглеждане на животни. Оттогава до днес турското население живее в селото.
В средата на XVIII век е построена първата джамия с минаре, но с времето не издържала много и се е съборила сама.
В началото на 19 век е построена втората джамия, като е функционирала и като джамия, и като класно духовно училище. Имала е вид на къща (без минаре). Поради липсата на минаре, Ходжата стъпвал на специално издялан за целта камък и от това място изпълнявал своята служба. Днес, този камък служи отново, но в турските гробища, където, на същия този камък се полага ковчега на покойника и му се отправят последните молитви. Ходжа Мюмюн е последният Ходжа на селото. Децата са учели на пишат и четат на старотурски и арабски, както и да смятат. През 1955 е съборена и на нейното място днес има хранителен магазин на „Наркооп“ гр. Бяла.
През 1850 г. е открито турско училище. Училищната сграда е била типична за сградите от Възрожденската епоха – на два етажа с малък балкон. Измазана е с вар. Има маза, на която са влизали непослушните ученици, за да бъдат наказани. Но през 1950 г. е затворена от властите и забранено ученето на турски език. След това сградата е продадена като жилищна сграда.
През 1905 – 1906 се открива и първото българско училище в селото. Преименувано е било на д-р Петър Берон. Първият учител е бил Димитър Железов. На 11 януари 1928 г. е открито и читалището, чийто основател е Иван Кимов.
По време на Втората световна война (1944 – 45 г.), немските войски минават през селото.
В първите години на социалистическия режим в България, са организирани ТКЗС-та, в които фигурират различни отрасли на животновъдството и растениевъдството. В местностите „Текето“ и „Моруница“ (на турски „Морунса“) са създадени овощни градини и построени овцеферми и ферми за голям рогат добитък и свинеферма.
През 1985 г. насилствено са сменени имената на турското население, забранено им е да говорят на майчин език и да изповядват свободно религията си. През 1989 г. по време на т. нар. „Възродителен процес“ голяма част от населението се изселва в Турция. След 10 ноември 1989 година в резултат на настъпилите демократични промени, заради преживяната носталгия по родните места или неспособни да се приспособят бързо към пазарната икономика, част от хората се връщат.
След 10 ноември 1989 г., всичко, което е било изградено, за много кратко време, бива до основи разрушено. Дори и днес много малко следи могат да бъдат открити от онова периода от 1945 до 1989 година. През 2012 г., сградата, която е функционирала като училище и детска градина е била съборена.

## Религия
Ислям и Православие

## Културни и природни забележителности
Северозападно от селото се намира чешма от 1909 г. Направена е от местните жители на селото. Според легендата, край чешмата е заровено гърне със злато, но не е намерено от никого. В горната част на чешмата има надпис, който гласи:
```
                                                   „ТАЗИ ЧЕШМА
                                           ГРАДИХА-АРИФЪ АХМЕДОВЪ,
                                                ИГНАТЪ ВАЧОВЪ
                                                     1909 Г.“
```

Този надпис не е претърпял ерозия и ясно се чете. Надписът е написан на старобългарски и показва от кои и кога е построена.
Югозападно от селото, до Пустата гора, край река Янтра, се намира чешмата Боба (от турски Баща), построена през 1913 г. Вярва се, че водата е лековита. Както първата чешма, така и тази има надпис в горната си част. За жалост, голяма част от надписа претърпяла ерозия.
В местността „Михалса“ се намира чешмата „Михалската чешма“. Надпис за нейното датиране няма, но вероятно е построена началото на XX век. По време на социалистическия период е било любимо място на ботровчани за правене на пикници. В днешно време, чешмата е в окаяно състояние, поради иманярски набези.
Сградата на старото кметство се намира в центъра на селото. Постройката е във Възрожденски стил – двуетажна сграда, на която първият етаж е разделен на две (склад и поща), а на втория се провеждат местните избори. Преди 1989 г. там е имало и докторски кабинет. По време на мандата на г-н Джевдет Шавков е построено ново Кметство. Разрушена е през 2016 г.
На километър-два, на изток от селото, се намира бетонен мост „Старият мост“-построен през 40-те години на XX век., а под него се намира водопадът „Пръскалото“.
Минаващата река Янтра край селото, големите пасища, широколистните и иглолистните гори и големите бели скали са сред многобройните природни красоти край малкото село.

## Редовни събития
Празник на селото на 19 септември. Празнува се още Бабин ден, 1 май, Хъдрелез, Рамазан Байрам, Курбан Байрам.

## Други
Селото е електрифицирано, водоснабдено и с изградени съобщителни мрежи. Оттук минава и автобусен транспорт. Работят кметство, пощенски клон, читалище с библиотека и търговски обекти. В общинския център Бяла са най-близките учебни и здравни заведения.
1. ↑  www.grao.bg